# Isola Novik
L'isola Novik (in russo Остров Новик, ostrov Novik) è una piccola isola russa che fa parte dell'arcipelago di Severnaja Zemlja ed è bagnata dal mare di Laptev.
Amministrativamente fa parte del distretto di Tajmyr del Territorio di Krasnojarsk, nel Distretto Federale Siberiano.

## Geografia
L'isola è situata 600 m a nord di capo Gvardevicev (мыс Гвардейцев, mys Gvardevicev), lungo la costa settentrionale dell'isola della Rivoluzione d'Ottobre, all'ingresso nord-orientale dello stretto dell'Armata Rossa (пролив Красной Армии, proliv Krasnoj Armii).
Ha una forma arrotondata con un diametro di circa 250 m. Lungo la costa, il mare raggiunge una profondità di 45 m.
L'isola è stata così chiamata nel 1962, in onore dell'incrociatore di secondo rango "Novik".